# Константиновське сільське поселення (Ромодановський район)
Константи́новське сільське поселення (рос. Константиновское сельское поселение) — муніципальне утворення у складі Ромодановського району Мордовії, Росія. Адміністративний центр — село Константиновка.

## Населення
Населення — 474 особи (2019, 525 у 2010, 613 у 2002).

## Склад
До складу поселення входять такі населені пункти:
| Населений пункт      | Населення, осіб (2002) | Населення, осіб (2010) |
| -------------------- | ---------------------- | ---------------------- |
| Івановка, село       | 155                    | 100                    |
| Каменка, село        | 50                     | 45                     |
| Константиновка, село | 408                    | 380                    |